# Rut Tellefsen
Rut Tellefsen, född Rut Fredriksen den 23 augusti 1930 i Malvik, är en norsk skådespelare.

## Karriär
Tellefsen debuterade 1956 på Det Norske Teatret, där hon var anställd till 1965. Därefter var hon knuten till Fjernsynsteatret och Oslo Nye Teater, och var från 1972 den drivande kraften i att grunda Telemark Teater (nu Teater Ibsen), som öppnade 1975. Som frilans mellan 1978 och 1981 var hon bland annat ledare för Ibsenfestivalen i Skien, och 1981–2001 var hon anställd vid Nationaltheatret.
Tellefsen har med en rad stora roller i norsk och utländsk dramatik befäst sitt rykte som en ledande scenkonstnär: Drottningen i Hamlet och Miranda i Stormen av Shakespeare; Anitra och Den grönklädde i Peer Gynt, Rita Allmers i Lille Eyolf och Tante Lulle i Hedda Gabler av Henrik Ibsen. Hos Strindberg var hon Laura i Fadren och kaptensfrun i Dödsdansen, i Anton Tjechovs Körsbärsträdgården Ljuba och i Arthur Millers En handelsresandes död modern. Med styrka och insikt spelade hon titelroller som Kristin Lavransdotter (hela trilogin) och Sarah Bernhardt.
På 1990-talet gjorde sig Tellefsen bemärkt i modern dramatik som Edward Albees Tre långa kvinnor och Thorvald Steens De tålmodige. Hon emottog Amandaprisen för rollen som Moster Åshild i filmversionen av Kristin Lavransdotter. Hon hade även populära roller i tv-serier, bland annat i Offshore (1996–2000). Vidare har hon gjort tre skivinspelningar av Bjørnstjerne Bjørnsons och Edvard Griegs Bergljot och en engelsk skivinspelning av Peer Gynt som Mor Aase.

## Familj
Tellefsen var gift två gånger: första gången (1955–1962) med skådespelaren Tom Tellefsen och andra gången (1966–1972) med pianisten Kjell Bækkelund.

## Filmografi
Enligt Internet Movie Database:
- 1955 – Hjem går vi ikke
- 1955 – Barn av solen
- 1960 – Den fjerde nattevakt (TV)
- 1964 – Elskeren (TV)
- 1965 – Klimaks
- 1967 – Don Carlos (TV)
- 1968 – Fordringshavere (TV)
- 1968 – Lille Eyolf (TV)
- 1969 – 22 november - den store leiegården (TV)
- 1969 – Faderen (TV)
- 1970 – Selma Brøter (TV)
- 1979 – Lucie
- 1981 – Byggmester Solness (TV)
- 1990 – Den 25. timen (TV)
- 1993 – Secondløitnanten
- 1995 – Kristin Lavransdotter
- 1996 – Offshore (TV-serie)
- 1996 – Hamsun
- 1997 – Mot i brøstet (TV-serie)
- 2005 – Deadline Torp (TV)
- 2007 – Hva skjer 'a Jonatan (kortfilm)
- 2007 – Svein og Rotta og UFO-mysteriet
- 2007 – Størst av alt (TV-serie)
- 2007 – Nattsøsteren (TV-serie)